# Станіслав Костка Старовейський

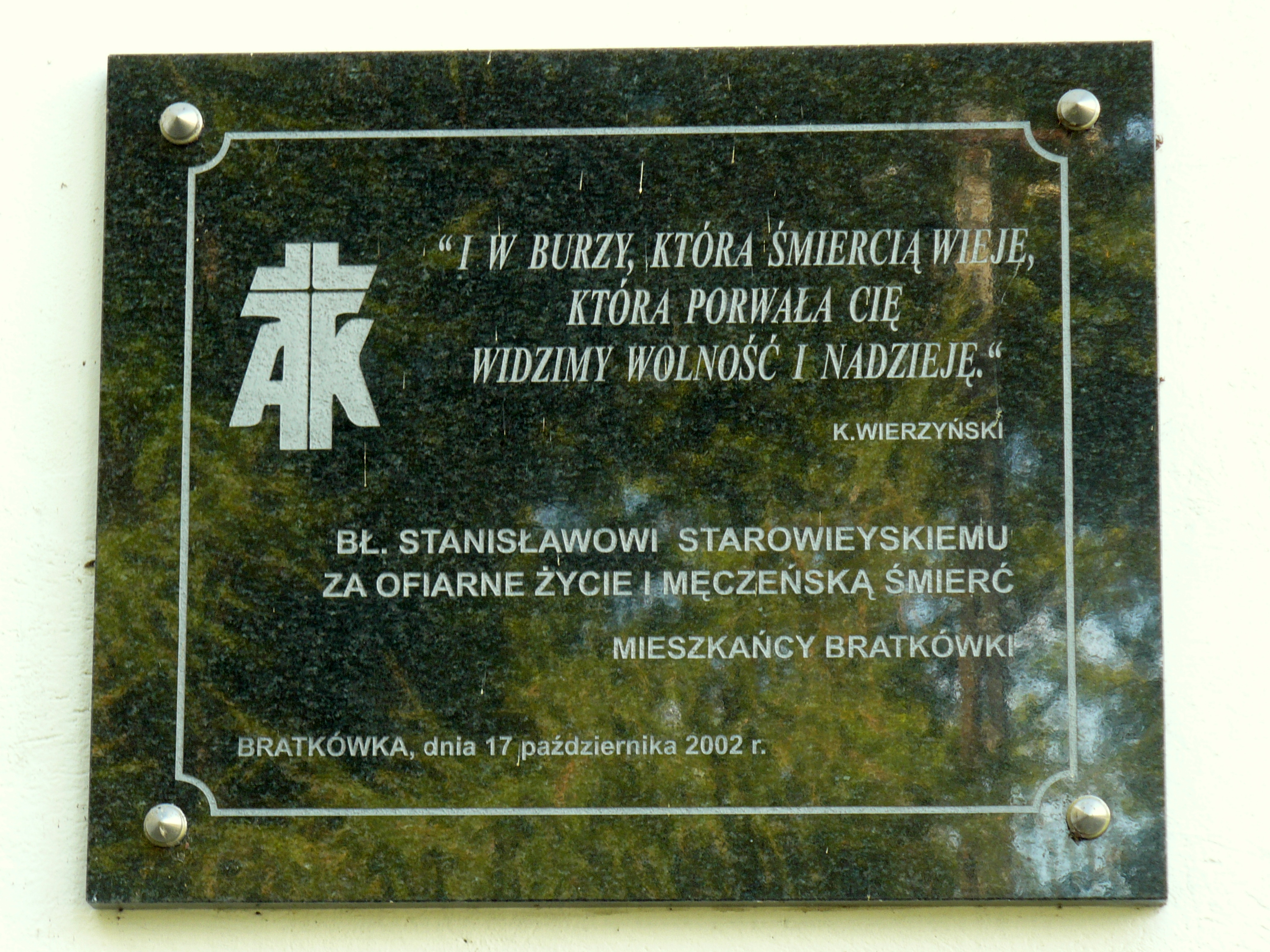
Пам'ятна дошка в Братківці

Станіслав Костка Старовейський гербу Біберштейн (пол. Stanisław Kostka Starowieyski; 11 травня 1895 — 13 квітня 1941) — польський військовик, католицький блаженний.

## Біографія
Станіслав Костка народився в шляхетській сім'ї Станіслава Яна та Амелії, уродженої Любенської. У нього було п'ятеро братів і сестер: Зофія Морстінова (1891—1966), Людвік (народився 1894), Марія (померла в 1951), Маріана (доктор юридичних наук) та Іза.
Дитинство провів у Братківці. Навчався у родинному маєтку в Кросно. З 1910 року навчався у Хирові, де у 1914 році закінчив 8 класів. Закінчивши середню школу, він вступив на юридичний факультет Ягеллонського університету, але його освіті завадив початок Першої світової війни.
15 вересня 1914 року він був мобілізований до австрійської армії. Закінчивши офіцерську школу, з 28 червня 1915 року у лавах польового артилерійського полку воював на Східному фронті, де брав участь у боях за Львів та Перемишль. У березні 1918 року його перевели на захід, де воював на італійському фронті на річці П'ява.
Повернувшись до Польщі, 1 листопада 1918 року, Станіслав вступив до польської армії у званні лейтенанта. Під час польсько-української війни (1918—1919) воював за Перемишль командиром батареї та захищав львівську цитадель під час боїв за Львів. З грудня 1919 року брав участь у польсько-більшовицькій війні, а під час неї у Київській операції та у Варшавській битві 1920 року. Нагороджений Хрестом Хоробрих та Срібним хрестом ордена Virtuti Militari. Йому надали звання капітана, але він важко захворів на дизентерію, а також мав захворювання ніг. У липні 1921 року Старовейського демобілізували і перевели до запасу.
24 серпня 1921 року в Лабуні він одружився з Марією Шептицькою (1894—1976), з якою вони жили в маєтку в селі Лащів, який був власністю її батька Олександра Шептицького. У них народилося шестеро дітей: Ігнацій (1922), Олександр (1923—1944, він загинув у Варшавському повстанні), Марія (1925), Станіслав (1927), Ельжбета (1929), Анджей (1931).
Станіслав був активним меценатом, він фінансово підтримував освіту мирян-католиків, організовував католицькі інтелігенційні клуби і ініціював їхні конгреси. У вересні 1934 року був співорганізатором єпархіального Євхаристійного конгресу в Холмі. З 1932 року він був віцепрезидентом, а з 1935 року президентом Єпархіального інституту Армії Крайової в Любліні. Брав участь у міжнародних церковних конгресах. У 1934 році Папа Пій XI присвоїв йому титул папського камергера.
Після початку Другої світової війни у 1939 році його будинок став притулком для біженців. Після вторгнення СРСР до Польщі 17 вересня 1939 році його маєток був розграбований, а Станіслав Старовейський та його брат Маріан заарештовані. Після відходу радянських військ за Буг, Старовейський повернувся до свого маєтку наприкінці вересня 1939 року. Під час німецької окупації він діяв з благодійністю та підтримував Єпархіальну курію в Любліні. 19 червня 1940 року його арештували гестапівці й ув'язнили в Замойській ротонді, потім у Люблінському замку, а потім перевели до німецького концтабору в Заксенхаузені. У вересні 1940 року його перевели до табору в Дахау. Як представник шляхти та католицький активіст, він зазнав жорстоких переслідувань у таборі. Стан його здоров'я погіршився, ноги набряклі, а з ран постійно сочилася кров. Станіслав Завейський помер 13 квітня 1941 року. Урну з його прахом влада табору надіслала родині, а потім поховали на родинному кладовищі Шептицьких у Лабуні.
Папа Іван Павло ІІ беатифікував його 13 червня 1999 року у Варшаві в групі 108 блаженних мучеників.

## Нагороди
- Срібний хрест ордена Virtuti Militari (№ 4469, за героїзм у польсько-більшовицькій війні)[8]
- Хрест Хоробрих
- Почесний знак «Орлята»
- Зірка Перемишля